# Ptolomaida
Ptolomaid (starogrško Πτολεμαΐς) je bilo eno od petih mest, ki so tvorila Pentapolis na Cirenajki, druga pa so bila Kirena, Euesperida (kasneje znana kot Berenice, zdaj Bengazi), Tauhira/Teuhira (kasneje Arsinoj, in zdaj Tokra) in Apolonija (zdaj Susa). 
Njene ruševine so v majhni vasici v sodobni Libiji, imenovani Tolmeita (arabsko طلميتة), po starodavnem imenu.

## Zgodovina
Mesto je ustanovil in poimenoval eden od vladarjev Ptolemajskega kraljestva, verjetno Ptolemaj III. Euerget (246–221 pr. n. št.). Malo grško naselje neznanega imena, ki je nastalo v poznem 7. stoletju pred našim štetjem in je služilo kot pristanišče za mesto Barka 24 km v notranjosti, se je spremenilo v mesto, katerega mestno obzidje je ograjevalo 280 hektarjev. Ptolemajda je verjetno služila kot rezidenca ptolemajskega guvernerja regije, vendar kljub velikemu območju njeno prebivalstvo ni tekmovalo s Kireno, ki je pod rimsko oblastjo postala glavno mesto regije Cirenajka, ki se še danes tako imenuje. Za naselje se je še naprej uporabljal tudi izraz Pentapolis.
Ptolomaida je leta 96 pr. n. št. postala rimska posest. Kmalu je bila vključena v rimsko provinco Kreta in Cirenajka. Z Dioklecijanovo spremembo upravne strukture je Ptolomaida postalo glavno mesto province Gornje Libije ali Libije Pentapolis. Kasneje je propadlo in kot glavno mesto province ga je nadomestila Apolonija.
Potres na Kreti leta 365 je prizadel regijo in uničil vseh pet večjih mest Pentapolisa. Ptolomaida je tragedijo preživela v razmeroma dobrem stanju. Do leta 428 je mesto služila kot prestolnica Cirenajke. Mesto so leta 411 uničili Libijci V času vladavine Justinijana I. je bilo mesto obnovljeno, vendar nikoli več ni dobilo svoje nekdanje moči in je bilo med muslimanskim osvajanjem Magreba v 7. stoletju ponovno uničeno.

## Ostanki
Mestne ruševine so se v puščavskem pesku izjemno dobro ohranile. Izkopavanje najdišča se je začelo v 1930-ih in je razkrilo načrtovano mesto pravokotne oblike, veliko približno 1650 × 1400 metrov in sestavljeno iz blokov približno 180 krat 36 metrov. V njem so bili hipodrom, amfiteater in tri gledališča, od katerih je bilo najmanjše, uporabljeno kot odeon, v 4. ali 5. stoletju prilagojeno za vodne spektakle.
Rimski akvadukt, verjetno iz časa Hadrijana, je oskrboval vodo iz virov oddaljenih 20 km, ki se je shranjevala v dveh velikih odprtih rezervoarjih na vzhodu mesta, medtem ko je bolj zahodno nad skupkom sedemnajstih obokanih cistern, ki so lahko sprejele 70.000 litrov, stal prostor s porti, ki se danes imenuje Trg cistern. Te so ponovno odkrili v času italijanske okupacije, ko je bilo ugotovljeno, da so služili kot skrivališče upornikov, ki se jih je v njih zlahka skrilo dvesto ali tristo.
Zahodno od mesta stoji viden stolpu podoben helenistični mavzolej, znan kot Kasr Farun. V kamnolomih vzhodno in zahodno od mesta je veliko komornih grobnic, ki so dale nekaj nagrobnikov in številne napise. V mestu so našli tudi pomembne skulpture in napise, vključno z cesarskimi odloki, kot je tisti, s katerim je Dioklecijan poskušal določiti cene.

## Škofovstvo
Ptolomaida v Libiji, katere ruševine so v bližini libijskega mesta Tolmeita, je bil tudi sedež starodavne krščanske škofije Libije Pentapolitana.
Mesto Ptolomaida je zgodaj postalo škofija katoliške cerkve, ter sedež pentapolitanskega škofa Bazilija, kateremu je papež Dionizij Aleksandrijski v pismu iz leta 260, ki ga citira Evzebij, dejal, da je vključil kopijo komentarja v Pridigar. Še en zgodnji škof Ptolomaide je sveti Teodor Sikeonski, ki je bil mučen med protikrščanskimi preganjanji.
Prvi nicejski koncil je potrdil oblast aleksandrijskega škofa nad cerkvami v Pentapolisu, čeprav te niso bile v isti rimski provinci. V skladu z določili nobena od škofij v Pentapolisu ni bila metropolitanski sedež za druge, ampak so v vseh delovali aleksandrijski škofje sufragani.
Ptolomaida je bil dom Arija, po katerem je bilo poimenovano arijanstvo, ki je bilo leta 325 obsojeno v Nikeji. Sekund, ki je bil škof Ptolomaide in Arijev zavetnik, je tudi naveden med prisotnimi na koncilu. Zavrnil je sprejetje njenega odloka, nakar ga je odstavil aleksandrijski škof, a si je pozneje povrnil oblast. Njegov arijanski naslednik Stefanus je bil odstavljen okoli leta 360.
Sinezij je bil škof Ptolomaide od približno 407 do 413, nasledil pa ga je njegov brat Evoptij, ki je sodeloval na koncilu v Efezu (431), ki je obsodil Nestorija. Akte drugega Konstantinopelskega koncila (553) je podpisal Georgij Ptolomajski. Zadnji škof Ptolomaida, ki ga omenjajo viri, je Gabrijel (6. stoletje), (podpisan kot nadškof Gabrijel Pentapolis).
Ptolomaida ni več rezidenčna škofija, ampak je danes na seznamu katoliške cerkve kot naslovni sedež. Sedanji nadškof z osebnim nazivom je Ciril Vasilij, tajnik Kongregacije za orientalske cerkve.

### Znani škofje
- Bazilid (omenjen približno leta 260)
- Sveti Teodor (pred 321–25 odstavljen) (arijski škof)
- Secundus Ptolomajski (približno 325) (arijski škof)
- Štefan (približno 360 odstavljen) (arijski škof)
- Siderio (apostolski administrator)
- Sinezij (približno 407–413)
- Evoptij (omenjen leta 431)
- Giorgio (omenjen leta 553)
- Gabrijel
- Raffaele Virili (1915–1925)
- Cesare Orsenigo (1922–1946)
- Carlo Angeleri (1948–1979)
- Ciril Vasilij (od 2009 do danes)